# Nemocardium (Pratulum) thetidis
Nemocardium (Pratulum) thetidis is een tweekleppigensoort uit de familie van de Cardiidae. De wetenschappelijke naam van de soort is voor het eerst geldig gepubliceerd in 1902 door Hedley.